# Sulo Wuolijoki
Sulo Ilmiö Wuolijoki, född 12 april 1881 i Hauho, död 24 juni 1957 Luopiois, var en finländsk advokat, journalist och politiker. Bror till Wäinö Wuolijoki.
Sulo Wuolijoki drogs med i socialdemokraternas verksamhet efter storstrejken 1905 och tillhörde partiets vänsterfalang. Han var gift med Hella Murrik.
Han anses ha åstadkommit kulturhistoriskt värdefulla biografier.